# Де Мартини, Фрэнк
Фрэнсис Альберт Де Мартини (англ. Francis Albert De Martini; род. 31 марта 1952 года, Камден, Нью-Джерси, США— 11 сентября 2001 года, Нью-Йорк, США) — американский архитектор, работавший в Портовом управлении Нью-Йорка и Нью-Джерси, организации, управлявшей Всемирным торговым центром. Погиб во время террористических атак 11 сентября, когда обрушилась Северная башня.

## Предыстория
Де Мартини был нанят в 1993 году для оценки ущерба, нанесённого зданию в результате теракта в ВТЦ. Впоследствии он стал руководителем строительных работ и отвечал за изменения внутренней планировки здания, включая демонтаж стен и переустройство водопроводных систем по просьбам арендаторов.

## Смерть

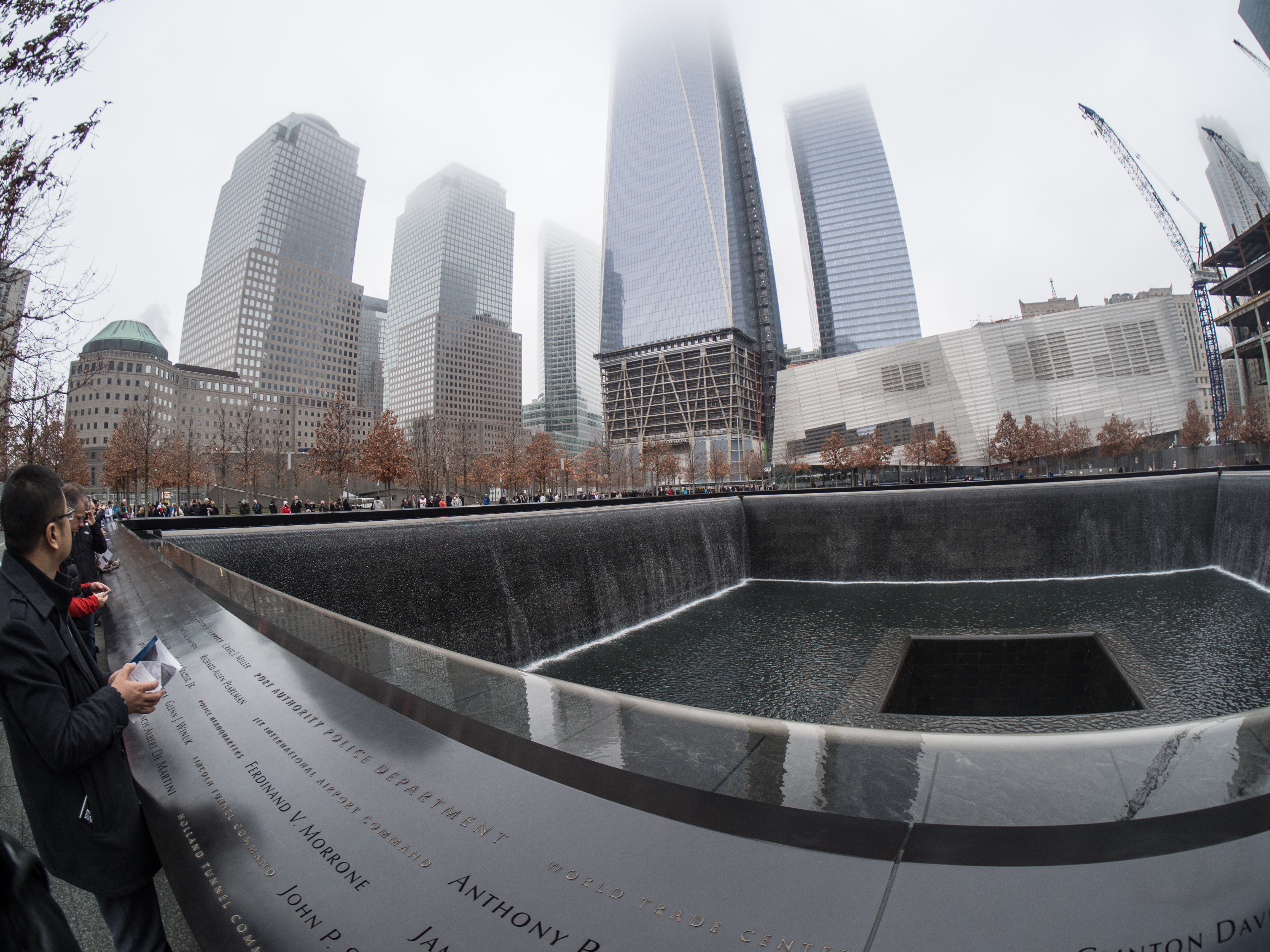
Информационная табличка S-27 в Южном бассейне Национального мемориала 11 сентября, на которой указано имя Де Мартини и других сотрудников экстренных служб.

11 сентября 2001 года Де Мартини и его коллеги Пабло Ортис, Питер Негрон и Карлос да Коста находились в своих офисах на 88-м этаже Северной башни, когда самолёт рейса 11 авиакомпании American Airlines врезался в здание. Де Мартини и его коллеги пришли на работу рано и пили кофе с женой Де Мартини, когда в 8:46 утра самолёт ударил в здание на несколько этажей выше. После удара здания все лифты остановились. Де Мартини и его коллеги работали над освобождением людей, оказавшихся в ловушке в лифтах. Мужчины расчистили вход в одну из трёх лестничных клеток здания и направили остальных жителей здания на выход для обеспечения безопасности.
Де Мартини заверил свою жену, что последует за ней. Однако затем четверо мужчин начали собирать инструменты для поиска и спасения людей. Они поднялись на 89-й этаж и пробили гипсокартон рядом с заблокированной дверью, что позволило арендаторам этого этажа спастись. К этому моменту они спасли от 25 до 40 сотрудников, включая его жену Николь Де Мартини. Де Мартини, Ортис, Ханна, Негрон и да Коста поднялись на следующий этаж, где освободили ещё две группы людей. Среди них был мужчина на 89-м этаже, которого Де Мартини направил Мака Ханну доставить в безопасное место.
Пытаясь спасти своих коллег, Де Мартини, Ортис, Негрон и да Коста погибли при обрушении Северной башни в 10:28 утра. Ханна был единственным выжившим из их группы. Останки Де Мартини так и не были найдены. По оценкам, 77 человек выжили благодаря их усилиям по спасению.
О действиях Де Мартини во время терактов рассказывается в документальных фильмах «11 сентября: герои 88-го этажа», «Внутри башен-близнецов» и «Взлёт и падение: Всемирный торговый центр».
В Национальном мемориале, посвящённом событиям 11 сентября, Де Мартини увековечен в Южном бассейне, на панели S-27, вместе с другими сотрудниками экстренных служб.